# 黄壳竹
黄壳竹（学名：Yushania straminea）为禾本科玉山竹属下的一个种。

## 扩展阅读
- 維基物種上的相關：黄壳竹